# Ликуала
Ликуала (на френски: Likouala) е една от десетте области на Република Конго. Разположена е в северната част на страната и граничи с Демократична република Конго и ЦАР. Столицата на областта е град Импфондо. Площта ѝ е 66 044 км², а населението е 154 115 души, по преброяване от 2007 г. Ликуала е разделена на 6 общини.